# プロトン・ティアラ
ティアラ (TIARA)は、プロトンが製造販売していた自動車である。

## 概要
プロトンは日本の三菱自動車と提携し、三菱・ランサーフィオーレをベースにした国民車サガの生産で成功を収めたが、提携先の多様化と更に廉価なクラスの乗用車の生産化を目指し、PSA・プジョーシトロエンと提携、1996年からシトロエン・AXのライセンス生産を開始した。この提携は当時のCEOであるヤハヤ・アーマドが推進した。
ティアラは三菱ベースの上級車・ウィラ・サガのものに似た、ライト点灯時に青く光るエンブレムを持つフロントグリル、大き目のバンパー、異なるデザインのテールライト、太いサイドプロテクションモールなどを与えられ、シトロエンらしく半分隠れていたリアのホイールハウスも通常の形に改められ、一見するとフランス車ベースとは思えないデザインに改められていた。エンジンは直列1100ccのSOHC一種類で45馬力を発した。AXの上級モデルに与えられた1400ccエンジンや、ディーゼル版は導入されなかった。ボディタイプも5ドアハッチバック一種類であった。
AXのデビューは1986年に遡り、ティアラの発売時点では既に10年前の設計の車であった。発売当初はcd値0.34という優れた空力特性、プラスチック部品を多用した軽量設計による低燃費、十分なストロークを持つサスペンションによる良好な乗り心地・活発な動力性能と操縦性が評価されたAXだったが、本国では既に後継車のサクソが登場し、1998年の生産終了を目前に控えていた。当時のマレーシアのスモールカー市場はダイハツ・シャレードやスズキ・カルタス（現地名スイフト）などが好評を博しており、ティアラの設計年次の古さ、軽量設計やプロトンの生産技術の限界に起因する内外装の仕上げの悪さが不評を買い、販売は伸び悩んだ。
ティアラの生産開始直後の1997年、ヤハヤ・アーマドがヘリコプター事故で不慮の死を遂げた。彼の死後、不評のティアラは僅か4年で生産を打ち切られ、経営陣は再び三菱自動車とのアライアンスを強化する方向に立ち戻った。短命に終わったティアラは中古車市場でのリセールバリューも芳しくなかった。
ティアラの後継車は長く空席のままであったが、2005年になってプロトンはサヴィを発表し、このクラスにカムバックした。

## 車名
「TIARA (ティアラ)」は、英語で「宝石付きの冠(婦人用)」を意味する。